# Maria Eis
Maria Eis (Praga, 1896 – Vienna, 1954) è stata un'attrice tedesca.

## Biografia
Maria Eis fu scoperta durante una recita di beneficenza e successivamente, dal 1918 al 1923 si esibì a Vienna al Neue Wiener Bühne, al Renaissancebühne e al Kammerspiele.
Maria Eis andò poi ad Amburgo e vi recitò fino al 1932 al Thalia Theater e al Deutsches Schauspielhaus. Dopo essere tornata a Vienna, ha iniziato la sua brillante carriera come attrice caratterista e tragica al Burgtheater, di cui è stata membro dell'ensemble fino alla sua morte. Le sue apparizioni come Elisabetta I, Lady Macbeth, Saffo, Ifigenia e Medea meritano una menzione speciale.
Dal 1935 Maria Eis riuscì anche ad affermarsi come attrice cinematografica e recitò in ben due dozzine di lungometraggi; tra i suoi film si distinse ne Il processo (Der Prozess, 1948) per la regia di Georg Wilhelm Pabst.
Dopo l'annessione dell'Austria nel 1938, poté recitare solo con un permesso speciale perché era sposata con un "mezzo ebreo".
La splendida dizione, la mimica espressiva, l'umanità e la finezza dell'interpretazione ne fecero una grande attrice, soprattutto tragica, ma eccelse anche in ruoli popolareschi.

## Cinematografia
- Episodio (film) (Episode), diretto da Walter Reisch (1935);
- Il processo (Der Prozess), diretto da Georg Wilhelm Pabst (1948);
- Maria Theresia (film 1951), diretto da Emil E. Reinert (1951).